# Dom A
El Dom A o Dom Argus —Dome A o Dome Argus (anglès)— és un altiplà de l'Antàrtida a uns 1.200 km endins del continent. En aquest lloc s'ha enregistrat una de les temperatures ambientals més baixes de la Terra properes als -90 °C. És on hi ha una capa de gel més profunda de l'Antàrtida amb un dom o punt elevat de 4.093 metres sobre el nivell del mar. Es troba prop del centre de l'Antàrtida Oriental aproximadament a mig camí entre la capçalera de la Glacera Lambert i el pol Sud dins del territori antàrtic reclamat per Austràlia. El Dom Argus no és realment una muntanya, segons la definició convencional, però és el punt més alt dins la Serralada Antàrtica Oriental.
El nom de Dome Argus li va donar el Scott Polar Research Institute derivat d'Argos, qui construí el vaixell Argo amb el qual Jàson i els argonautes viatjaren.
Aquest és un dels llocs més secs de la Terra i rep només d'1 a 3 cm de neu per any. Per aquest fet i al seu temps calmat aquest lloc és un lloc ideal per extreure mostres de nuclis de gel i poder així conèixer el clima de temps passats. Les temperatures aquí arriben a -80 °C tots els hiverns i rarament pugen de -10 °C en tot l'any.
L'Estació Kunlun, de la Xina, que és la tercera d'aquest país a l'Antàrtida, es va establir al Dom A el 27 de gener de 2009.